# Anoplodesmus saussurei
Anoplodesmus saussurei är en mångfotingart. Anoplodesmus saussurei ingår i släktet Anoplodesmus och familjen orangeridubbelfotingar. Utöver nominatformen finns också underarten A. s. mauritianus.